# Iquique (Maynas)
Iquique es una localidad peruana a orillas del río Amazonas. La localidad está ubicada en el distrito de Indiana cerca a los límites del distrito de Las Amazonas, ambas dentro de la jurisdicción de la provincia de Maynas en el departamento de Loreto en la Amazonia Peruana.

## Historia
Iquique comenzó como una comunidad que fue fundada por colonos Tarapaqueños e Iquiqueños peruanos que huían de la discriminación que sufrían en Lima por parte de los limeños que los consideraban "chilenos" , "sin patria" o "peruanos chilenizados".[cita requerida]

## Lugares homónimos
- Iquique, Chile